# しろもん
しろもんは日本の女性アイドルグループ。所属事務所はRIZEプロダクション。グループ名の「しろもん」は、”White Monster”からの造語である。清純というイメージである”白（しろ）”色、伸びしろの”しろ”、何にも染まってない”白（しろ）”と、アイドルの門を潜る（くぐる）ことの”もん”を組み合わせた。今後、アイドル育成プロジェクトより「伸びしろ成長系正統派アイドル」として活動する。楽曲やダンスも、白に似合う清純、青春感溢れるナンバーが多い。
アーティスト写真は、フォトグラファーである曽我美芽を起用した。
『アイドル育成プロジェクト』とは、アイドル活動未経験の子たちが一人前のアイドルになるために必須なスキルを学び奮闘する姿を描くプロジェクトである。

## 略歴・概要

### 2021年
- 07月01日 7月31日にWITH HARAJUKU HALLにて6人組ユニットとしてプレデビューすることが発表された[1][2][3][4][5]。
- 07月31日 WITH HARAJUKU HALLにてお披露目[6][7][8][9]。あわせて新曲の「ハニカミソーダ」「ジグソーパズル」「Love addiction」「とびきりSummer Jump!」「わずらわしいきもち」披露[10]。
- 11月21日 オルタナティブシアターにて新曲の「愛して」披露[11][12][13][14][15][16]。

### 2022年
- 02月10日 O-nestにてしろもん主催 スリーマンライブ開催。またその中で新曲の「ドンと恋っ！」披露。さらに3月10日にO-WESTでのデビューワンマンライブ開催することを発表[17]。
- 03月10日 Spotify O-WESTにてしろもんデビュー記念スペシャル『“0th”ワンマンLIVE』開催。またその中で新曲の「君の魔法」披露。[18]。
- 04月30日 新メンバーとして若槻彩香、小野田澪の加入が発表された[19][20]。
- 05月29日 渋谷ストリームホールにて、しろもん新体制『“1th”ワンマンLIVE』開催[21][22]。またその中で新曲の「サマートライアングル」「君とトゥマシェリ」を披露。
- 07月17日 SPARK 2022 in YAMANAKAKO にて、新曲の「瞬間☆サマーデイズ」披露。
- 09月01日 しろもん主催『しろもんといっしょ』 in Spotify O-west にて、新曲の「ダイスキのトリコ」披露。
- 11月09日 しろもん2ndワンマンライブ＜白い恋人たち＞ in 新宿BLAZE にて、新曲の「思い立ったがFEVER」「価値のある勝ち」披露。また、東名阪ツアーと3rdワンマンライブの開催が発表された[23][24]。

### 2023年
- 01月29日 恵比寿CreAtoにて高瀬絵理お祝いライブ開催。あわせて高瀬絵理卒業[25]。
- 06月07日 Spotify O-EAST にて、しろもん3rd ワンマンライブ「White Bouquet」開催[26]。その中で新曲の「青春サマー」「AOZORA」披露。
- 07月31日 SHIBUYA Veatsにて『しろもん単独LIVE-乃上ふう香卒業SP-』開催[27]。

### 2024年
- 02月05日 茉白紬希の加入が発表された[28]。
- 04月21日 『しろもん東名阪ツアー2024春』～伸びしろ宣言中!!～@ アメリカ村DROP にて、新曲の「秘密のタイムトラベラー」披露。
- 07月19日 長澤奈未の卒業が発表された[29]。
- 07月22日 『しろもん単独ライブ～3周年記念LIVE!!～』@ Veats Shibuyaにて新曲である「各駅停車ラブソング」[30]、「レモンソーダ」[31]を披露。
- 12月14日 藤白ありさの加入が発表された[32]。

### 2025年
- 03月10日 Zepp Shinjuku (TOKYO)にて『しろもん4th Oneman LIVE 『White Memory』～湖東さとの/藤崎葵/若槻彩香Last Stage～』開催[33]。
- 04月07日 桜井海風の加入が発表された[34]。

## メンバー
| 名前                         | 愛称                    | 担当色     | 生年月日       | 血液型 | 身長  | 出身地 | 趣味                          | 特技         | 備考                         |
| ---------------------------- | ----------------------- | ---------- | -------------- | ------ | ----- | ------ | ----------------------------- | ------------ | ---------------------------- |
| 藍乃りあ (あいの りあ)       | りあちゃん あいのちゃん | Blue       | 1999年11月13日 | B型    | 156cm | 兵庫県 | ホラーゲームの実況を見ること  | ヘアアレンジ |                              |
| 小野田澪 (おのだ みお)       | みおちゃん              | Light Blue | 2001年2月10日  | A型    | 152cm | 東京都 | 可愛いものを見る 猫の匂い嗅ぐ | 一蘭5分食い  | 元 Snowdome Princess 元 POMY |
| 茉白紬希 (ましろ つむぎ)     | つむちゃん              | orange     | 2000年7月10日  | B型    | 162cm | 静岡県 | アニメ、映画鑑賞、読書        | バトン       | 元 シークレットシャノワール  |
| 藤白ありさ (ふじしろ ありさ) | ありちゃん              | Pink       | 1月5日         |        |       | 兵庫県 | アニメ視聴・漫画読むこと      | ゲーム       |                              |
| 桜井海風 (さくらい うみか)   | うみちゃん              | Red        | 4月5日         |        |       | 大阪府 |                               |              |                              |

## 旧メンバー
| 名前                       | 愛称                       | 担当色 | 生年月日       | 血液型 | 身長  | 出身地   | ファンの総称                        | 趣味                        | 特技                                                            | 備考                                      |
| -------------------------- | -------------------------- | ------ | -------------- | ------ | ----- | -------- | ----------------------------------- | --------------------------- | --------------------------------------------------------------- | ----------------------------------------- |
| 高瀬絵理 (たかせ えり)     | えりちゃん                 | Red    | 2001年1月29日  | A型    | 152cm | 埼玉県   |                                     | 散歩、料理                  | ダンス                                                          | ダンス：高校時代全国大会3位、関東大会優勝 |
| 乃上ふう香 (のがみ ふうか) | ふうちゃん                 | White  | 2000年3月10日  | A型    | 154cm | 愛知県   | 乃上会                              | コーヒーを飲む ラジオを聴く | 剣道 人見知りしない 人の顔を覚えること 嫌なことを寝て忘れること | 現Peel the Apple 伊織ふう香名義で活動     |
| 長澤奈未 (ながさわ なみ)   | なーみ なみちゃん なちゃん | Pink   | 2003年3月18日  | A型    | 161cm | 山形県   | 勝ち犬                              | アイドル鑑賞                | 体が柔らかいこと                                                |                                           |
| 湖東さとの (ことう さとの) | さとちゃん                 | Green  | 2000年12月20日 | O型    | 152cm | 福井県   | 空と星を見ること！                  | スノーボード 工作           | 陸上をしていたことがあり足が速い                                |                                           |
| 藤崎葵 (ふじさき あおい)   | あおにゃ あおた あおちゃん | Purple | 2000年8月30日  | B型    | 152cm | 茨城県   | アイドルをみること 食べること       | ピアノ 水泳                 |                                                                 |                                           |
| 若槻彩香 (わかつき あやか) | わかつき あやちゃん        | Yellow | 12月27日       | A型    | 156cm | 神奈川県 | 旅行 ゲーム ラーメン屋さん巡り お花 | チアダンス                  | 元 diana 元 Tokyo Flamingo                                      |                                           |

## 楽曲
- ハニカミソーダ *2021年7月31日
- ジグソーパズル *2021年7月31日
- Love addiction *2021年7月31日
- とびきりSummer Jump! *2021年7月31日
- わずらわしいきもち *2021年7月31日
- 愛して *2021年11月21日
- ドンと恋っ！ *2022年2月10日
- 君の魔法 *2022年3月10日
- サマートライアングル *2022年5月29日
- 君とトゥマシェリ *2022年5月29日
- 瞬間☆サマーデイズ *2022年7月17日
- ダイスキのトリコ *2022年9月1日
- 思い立ったがFEVER *2022年11月9日
- 価値のある勝ち *2022年11月9日
- 青春サマー *2023年6月7日
- AOZORA *2023年6月7日
- 秘密のタイムトラベラー *2024年4月21日
- 各駅停車ラブソング *2024年7月22日
- レモンソーダ *2024年7月22日

## 出演

### 雑誌
- Cream(クリーム)2022年6月号(メディアックス　5月7日発売) -乃上ふう香[35]
- 週刊FLASH（フラッシュ） 2022年8月9日号（1655号） [雑誌] -乃上ふう香[36]
- 乃上ふう香デジタル写真集『愛......らしい』[37]
- 週刊プレイボーイ No.1-2 2022年12月19日発売 [雑誌] -乃上ふう香[38]

## ライブ・イベント

### ワンマンライブ
- "0th"ワンマンライブ『しろもんデビュー記念スペシャル』（＠Spotify O-WEST、2022年3月10日）
- "1st"ワンマンライブ『white monster』（＠渋谷ストリームホール、2022年5月29日）
- "2nd"ワンマンライブ『＜白い恋人たち＞』（＠新宿BLAZE、2022年11月9日）
- "3rd"ワンマンライブ『White Bouquet』（＠Spotify O-EAST、2023年6月7日）
- "4th"ワンマンライブ『White Memory』（＠Zepp Shinjuku (TOKYO)、2025年3月10日）